# Monique Coleman
Adrienne Monique Coleman (Colúmbia, 13 de novembro de 1980) é uma atriz, cantora, dançarina, apresentadora e filantropa norte-americana. Ficou mundialmente conhecida ao interpretar Taylor McKessie na franquia High School Musical. Assim como os outros atores do filme, ela começou a carreira artística ainda criança. Fez 15 peças de teatro, aulas de dança e toca piano. Ela é formada em atuação na Escola de Teatro da Universidade DePaul, em Chicago.
Monique já atuou em diversas séries de TV como Gilmore Girls, Malcolm in the Middle, Zack & Cody: Gêmeos Em Ação e Boston Public. Foi uma das finalistas da terceira edição do Dancing with the Stars, um programa de dança com famosos, onde ficou em quarto lugar. Além da trilogia High School Musical, alguns filmes de destaque em seu currículo são Free the Nipple e Naomi e Ely e a Lista do Não-Beijo.
Desde o fim de High School Musical, Coleman focou em seu trabalho como filantropa e apresentadora ativista, sendo nomeada em 2011 como a primeira Campeã da Juventude da Organização das Nações Unidas. Em 2010 lançou — de forma online — seu programa "Gimme Mo'", que tem como objetivo dar voz, capacitar e empoderar jovens. Mais tarde, em 2018, o programa foi adquirido pelo canal Discovery Life Channel, e em 2019 Coleman foi indicada a um Daytime Emmy Award como Melhor Apresentadora pelo trabalho. Suas principais bandeiras são o movimento negro, o feminismo e o empoderamento de jovens.

## Filmografia
| Ano  | Título                                         | Personagem       | Notas                                  |
| ---- | ---------------------------------------------- | ---------------- | -------------------------------------- |
| 1995 | Mother of the River                            | Dofimae          | Curta-metragem                         |
| 1997 | The Ditchdigger's Daughters                    | Donna Jovem      | Filme para TV                          |
| 2005 | The Reading Room                               | Leesha           | Filme para TV                          |
| 2006 | On Line                                        | Jessie           | Curta-metragem                         |
| 2006 | High School Musical                            | Taylor McKessie  | Filme para TV. Original Disney Channel |
| 2007 | High School Musical 2                          | Taylor McKessie  | Filme para TV. Original Disney Channel |
| 2008 | High School Musical 3: Senior Year             | Taylor McKessie  | Filme para cinema                      |
| 2008 | Order                                          | Sem nome         | Curta-metragem                         |
| 2010 | Promise Rings                                  | Veronica Baylerd |                                        |
| 2014 | Free the Nipple                                | Roz              |                                        |
| 2015 | Naomi and Ely's No Kiss List                   | Girl-Robin       |                                        |
| 2017 | Distortion                                     | Mulher           | Curta-metragem                         |
| 2017 | The Outdoorsman                                | Jen              |                                        |
| 2018 | Broken Star                                    | Annie            |                                        |
| 2019 | Witness Infection                              | Rose             |                                        |
| 2019 | Real.Live.Girl                                 | Sam              | Curta-metragem                         |
| 2019 | I Am Somebody's Child: The Regina Louise Story | Ms. Lewis        | Filme para TV                          |
| 2020 | Steppin' Back To Love                          | April            | Filme para TV                          |
| 2020 | The Little Death                               | Camille          | Curta-metragem                         |
| 2020 | GraceLand                                      | Desconhecido     | Curta-metragem                         |
| 2020 | Witness Infection                              | Rose             |                                        |
| 2021 | Phobias                                        | Natalie          |                                        |
| 2021 | The F*** Happened                              | Denise           |                                        |
| 2021 | A Christmas Dance Reunion                      | Lucy             | Filme para TV (original Lifetime)      |
| 2022 | Greed                                          | Zuri Maxwell     | Filme para TV (original Lifetime)      |

## Seriados e programas de TV
| Ano       | Título                                              | Personagem                                                  | Notas                                      |
| --------- | --------------------------------------------------- | ----------------------------------------------------------- | ------------------------------------------ |
| 2003      | Strong Medicine                                     | Tanya                                                       | 1 episódio                                 |
| 2003–2004 | Boston Public                                       | Molly                                                       | 3 episódios                                |
| 2004      | Gilmore Girls                                       | Andy                                                        | 1 episódio                                 |
| 2004      | 10-8: Officers on Duty                              | Maya Barnes                                                 | 1 episódio                                 |
| 2004      | Married to the Kellys                               | Garçonete                                                   | 1 episódio                                 |
| 2004      | Malcolm in the Middle                               | Andrea                                                      | 1 episódio                                 |
| 2004      | Method & Red                                        | Desconhecido                                                | 1 episódio                                 |
| 2005      | Veronica Mars                                       | Gabrielle Pollard                                           | 1 episódio                                 |
| 2005–2006 | The Suite Life of Zack & Cody                       | Mary Margaret                                               | 6 episódios                                |
| 2006      | Dancing with the Stars                              | Ela mesma (participante)                                    | 3ª temporada completa                      |
| 2006      | The View                                            | Ela mesma (co-apresentadora)                                | 1 episódio                                 |
| 2009      | Bones                                               | Becca Hedgepeth                                             | 1 episódio                                 |
| 2009      | The Cleveland Show                                  | Fontaisha (voz)                                             | 1 episódio                                 |
| 2010      | The Electric Company                                | Ela mesma                                                   | 1 episódio                                 |
| 2011      | GimmeMo'                                            | Ela mesma (apresentadora e produtora executiva)             | 5 episódios                                |
| 2014      | Downtown Girls                                      | Morgan                                                      | 1 episódio                                 |
| 2015      | Stitchers                                           | Solaris                                                     | 1 episódio                                 |
| 2015      | The Fourth Door                                     | Lain                                                        | Protagonista / 12 episódios                |
| 2016      | Here We Go Again                                    | Kayla                                                       | 6 episódios                                |
| 2016      | Miranda's Rights                                    | Emily Ellison                                               | Piloto não aprovado                        |
| 2016      | High School Musical: 10th Anniversary               | Ela mesma                                                   | Especial de 10 anos de High School Musical |
| 2017      | Guidance                                            | Katina Howard                                               | Protagonista / 3 episódios                 |
| 2018      | Gimme Mo                                            | Ela mesma (apresentadora, produtora executiva e roteirista) | 23 episódios                               |
| 2019      | The Nightmare Tapes                                 | Dolores Walker                                              |                                            |
| 2020      | The Disney Family SingAlong                         | Ela mesma                                                   | Especial do Disney Channel                 |
| 2020      | Celebrity Scene Spotlight: presented by Actor Trade | The Passionate Storyteller                                  | 1 episódio                                 |
| 2020      | Family Reunion                                      | Ebony                                                       | 1 episódio                                 |